# Burtonwood and Westbrook
Burtonwood and Westbrook ist eine Gemeinde (civil parish) in der englischen Unitary Authority Warrington in der Region North West England. Im Jahr 2022 zählte sie 11.209 Einwohner.
In Burtonwood befand sich bis 1994 ein Luftwaffenstützpunkt der britischen Royal Air Force, der auch von US-amerikanischen Luftwaffen- und Heereseinheiten benutzt wurde. Teile des Flugplatzes sind mittlerweile mit einer Wohnsiedlung überbaut worden.

## Geschichte
Mit der Industrialisierung wuchs Burtonwoods Bevölkerung von 990 im Jahre 1861 auf 2.408 im Jahre 1911 an. Ein noch größeres Wachstum erfuhr der Ort durch den Zuzug von Militärpersonal nach der Eröffnung des Luftwaffenbasis im Jahre 1940 (1951: 8.238 Einwohner). Nachdem in den 50er Jahren Militär abgezogen wurde, sank die Einwohnerzahl Burtonwoods auf 4.899 im Jahre 1971. Die zivile Nutzung des ehemaligen Militärgeländes und die Errichtung von Siedlungen ließ die Einwohnerzahl wieder stark steigen (auf gegenwärtig über 11.000).